# Francisco Hernández Tomé

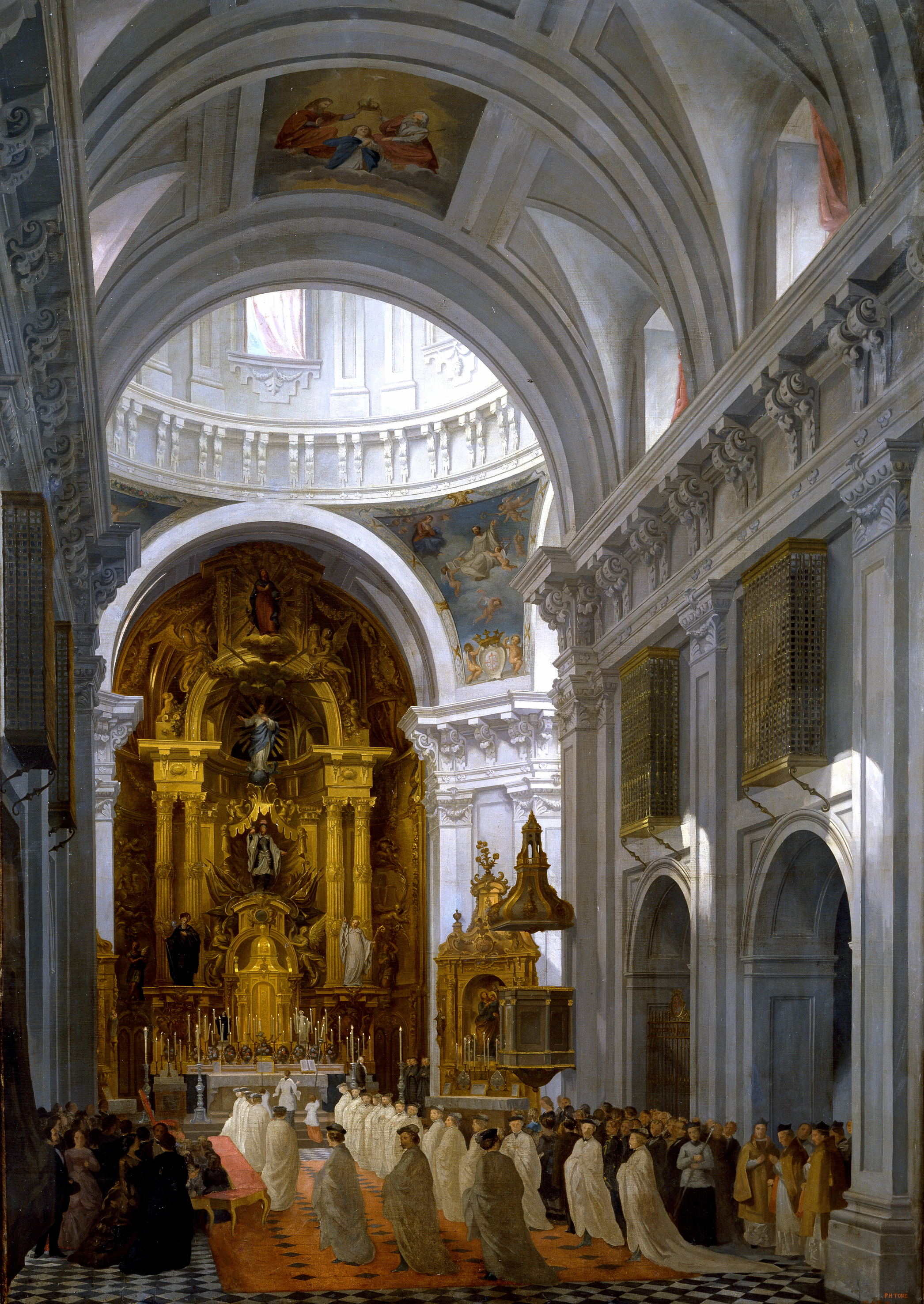
Interior de la iglesia de las Calatravas, en Madrid, óleo sobre lienzo, 200 x 141 cm, Madrid, Museo del Prado, en depósito en el Consejo de Estado.

Francisco Hernández Tomé (Madrid, ft. 1856-1872) fue un pintor y decorador español. 

## Biografía
Natural de Madrid y discípulo según Ossorio y Bernard de Eusebio Lucini en la Real Academia de Bellas Artes de San Fernando, destacó como pintor adornista y de interiores arquitectónicos. En 1856 se encargó con Manuel Castellano de la pintura del techo del nuevo Teatro de la Zarzuela de Madrid. Destruido pocos años después por un incendio, su composición se puede conocer por la descripción que hizo Eduardo Velaz de Medrano al año de su inauguración y por una litografía de Vicente Urrabieta de la que se conserva un ejemplar en la Biblioteca Nacional de España. Según Velaz, correspondieron a Castellano las historias distribuidas en ocho compartimentos y a Tomé los adornos decorativos «al estilo del Renacimiento». El mismo año proporcionó según Ossorio «el magnífico telón alegórico que se puso en el salón principal del Conservatorio de Música para la distribución de los premios en la Exposición de Bellas Artes», acontecimiento presidido por la reina Isabel II del que se conoce una litografía del mismo Hernández Tomé por dibujo propio, prestando como en sus trabajos al óleo más atención a la arquitectura del gran salón que a las figuras.
En 1860 obtuvo segunda medalla en la Exposición Nacional de ese año por un Interior de la iglesia de San Isidro el Real de Madrid (Museo del Prado), tratado con «todas las buenas dotes de aquellos interiores que nos dejaron los pintores flamencos», según escribía el crítico de El Museo Universal. Del mismo género son otros dos óleos propiedad del Museo del Prado: el Interior de la Catedral de Toledo, con el que se presentó en la Exposición de Bellas Artes de 1864, adquirido por el Estado para el Museo de la Trinidad (Museo del Prado, en depósito en el Museo de Santa Cruz), y el Interior de la Iglesia de las Calatravas, en Madrid, que, según el inventario de Nuevas Adquisiciones del museo iniciado en 1856, fue adquirido por el Estado el 15 de diciembre de 1876 a la viuda del pintor, Francisca Antonia Fernández Agüero.
Según Ossorio, Hernández Tomé habría hecho dibujos para el Semanario Pintoresco, La Ilustración, El Siglo Pintoresco, La Lectura para Todos y el Diccionario geográfico-estadístico-histórico de España y sus posesiones de Ultramar de Pascual Madoz.